# Almogía (kommunhuvudort)
Almogía är en kommunhuvudort i Spanien.   Den ligger i provinsen Provincia de Málaga och regionen Andalusien, i den södra delen av landet, 400 km söder om huvudstaden Madrid. Almogía ligger 381 meter över havet och antalet invånare är 4 231.
Terrängen runt Almogía är kuperad, och sluttar söderut. Runt Almogía är det mycket tätbefolkat, med 1 313 invånare per kvadratkilometer. Närmaste större samhälle är Málaga, 15,8 km sydost om Almogía. Omgivningarna runt Almogía är i huvudsak ett öppet busklandskap.